# Jaap de Ruig (beeldend kunstenaar, 1909)
Jacob (Jaap) de Ruig (Baarn, 10 mei 1909 - aldaar, 4 augustus 1992) was een Nederlands kunstschilder. Hij werd vaak de 'Eemschilder' genoemd.
Jacob was getrouwd met Maria Christina (Tina) Zobel. Hij kreeg les van Van Neijenhuis, Gérard van Wijland en J.M.J. Bollinger. Jaap woonde zijn hele leven in Baarn en schilderde daar plaatsen als de Eem, Brink/markt, Laanstraat, Pekingtuin en Groeneveld. Ook portretteerde hij honderden Baarnaars, waaronder de familie Pierson en Wijsmuller.
De Ruig volgde schilderlessen bij Van Neijenhuis, Gérard van Wijland en J.M.J. Bolinger.
Jaap de Ruig schilderde (rivier)landschappen, portretten en (bloem)stillevens. Tevens werkte hij als beeldhouwer. Zijn stijl van schilderen is intuïtief, impressionistisch, maar ook realistisch. 

## Tekenleraar
Tekenleraar was de Ruig op meerdere Baarnse scholen. In zijn atelier 'De Filosoof' bij zijn huis in de Sumatrastraat 5 gaf hij teken- en schilderlessen aan Baarnse kunstenaars. Daar kwam ook vaak de schilder Jim Frater. Jaap de Ruig exposeerde o.a. in Baarn, Hilversum en Laren (Hamdorff en Singer).

## Erelid
Van ongeveer 1968 tot 1981 was hij lid (en later erelid) van de Kunstenaarsvereniging Laren-Blaricum. Ook werd hij erelid van de Vereniging van Beeldende Kunstenaars Baarn en kunstenaarsvereniging Hilversum. De Ruig was in 1978 oprichter van het Individueel Creatief Centrum in Baarn.
Jaap de Ruig werd begraven op de Nieuwe algemene begraafplaats aan de Wijkamplaan in Baarn. Op zijn grafmonument staat een afbeelding van een schilderspalet afgebeeld.